# Tetracloreto de polônio
Tetracloreto de polônio, também conhecido como tetracloreto de polônio(IV), é um composto químico de fórmula PoCl4. Trata-se de um composto higroscópico, amarelo cristalino e sólido à temperatura ambiente. Acima de 200 ºC, tende a se decompor em dicloreto de polônio, semelhante ao tetracloreto de selênio e ao tetracloreto de telúrio.

## Estrutura
O tetracloreto de polônio é, geralmente, monoclínico ou triclínico.

## Aparência
O tetracloreto de polônio tem coloração amarela cristalina em temperatura ambiente. A 300 ºC, temperatura do seu ponto de fusão, e a 390 ºC, temperatura de seu ponto de ebulição, torna-se escarlate. O vapor tem coloração marrom-púrpura, mas, ao atingir 500 ºC, torna-se azul-esverdeado.

## Reações
O tetracloreto de polônio forma um complexo de duas moléculas de fosfato de tributila. Assim como o tetracloreto de selênio e o tetracloreto de telúrio, o composto dá origem a 
PoCl−
5 e 
PoCl2−
6, sendo este último um composto de coordenação halogênico.

## Obtenção
O tetracloreto de polônio é obtido por meio de:
- halogenação de dióxido de polônio com cloreto de hidrogênio seco, cloreto de tionila em estado gasoso ou pentacloreto de fósforo;
- dissolução de polônio metálico em ácido clorídrico;
- aquecimento de dióxido de polônio a 200 ºC de tetracloreto de carbono;
- reação de polônio metálico com cloro gasoso seco a 200 ° C.